# Ursins Gård
Ursins Gård er en bygning placeret i Sct. Mogens Gade 32 lige overfor Karnapgården i Viborg. Den er opført i år 1802 af bygmester Willads Stilling. Bygningen har været fredet siden 1919.
Bygningen er navngivet efter historikeren og stiftsprovst Martin Reinhardt Ursin der boede på stedet.